# Sturzflut

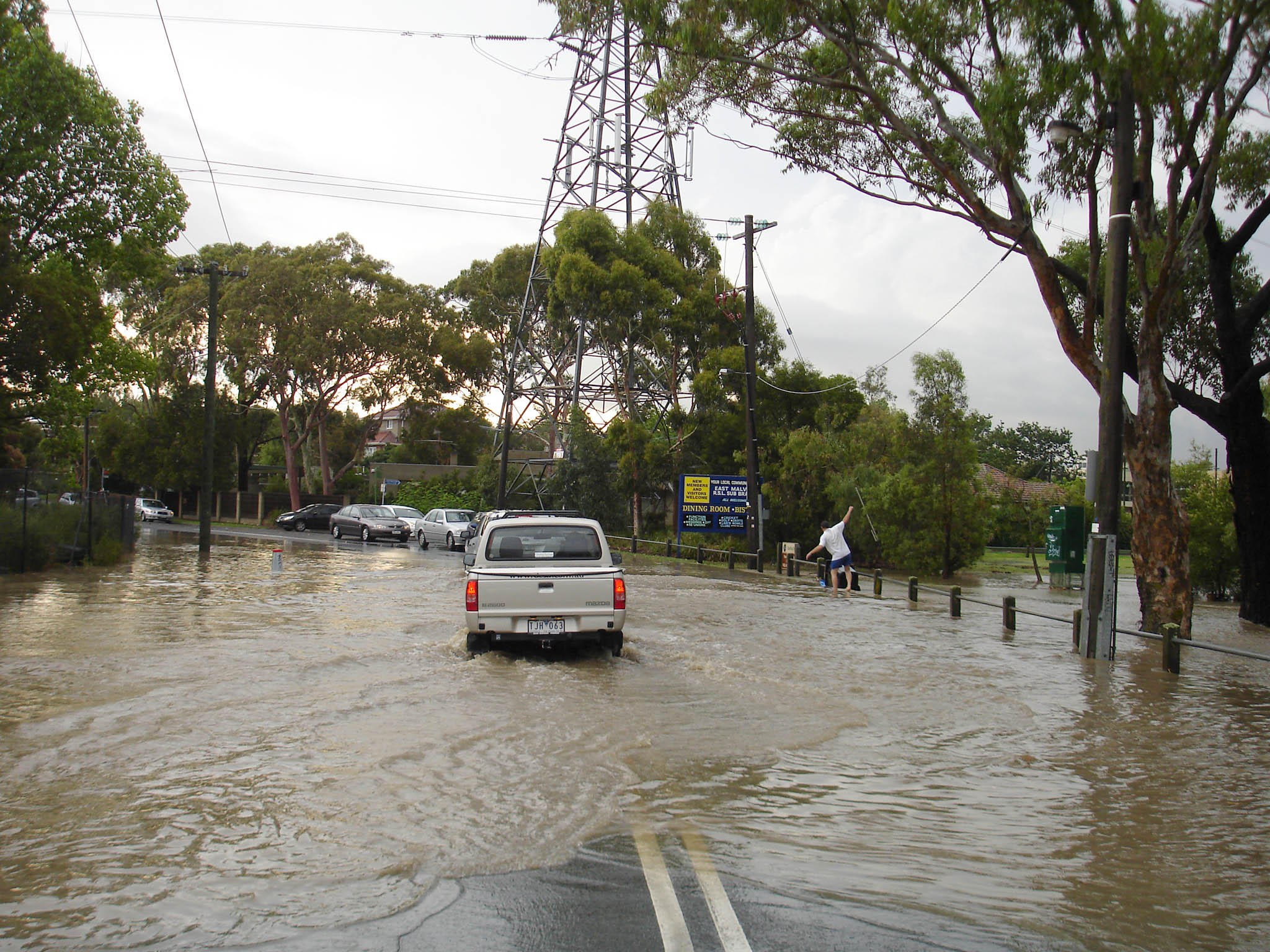
Nach Sturzflut überschwemmte Straße

Eine Sturzflut ist ein Hochwasserereignis, das aus einem starken Oberflächenabfluss mit hohen Fließgeschwindigkeiten resultiert. Auslöser von Sturzfluten sind in der Regel kleinräumige Starkregenereignisse. Überflutungen können, im Gegensatz zu Hochwassern an Flüssen (fluviale Überflutungen), sehr plötzlich und theoretisch an jedem Ort auftreten. Damit ist das Überflutungsrisiko nur schwer kalkulierbar und die Vorwarnzeit häufig gering. Sturzfluten verfügen über ein enormes Schadenspotenzial für Infrastruktur, (Wohn-)Gebäude und Besitz und stellen eine Gefahr für Leib und Leben dar. Starkregeninduzierte Sturzfluten können auch in Kombination mit einem großräumigen Hochwasserereignis auftreten. Ein Beispiel dafür war das Hochwasser in West- und Mitteleuropa 2021.

## Ursachen/Entstehung
Die Ursache für Sturzfluten sind meist extreme, lokale Starkregenereignisse. Meist handelt es sich um konvektive Starkregenereignisse, welche in Deutschland vor allem im Sommerhalbjahr von Mai bis September am Nachmittag und Abend auftreten, häufig in Verbindung mit Sommer-Gewittern.
Neben der Intensität des Niederschlags hängt die Ausbildung und Intensität einer Sturzflut wesentlich von lokalen Faktoren ab. Zu diesen Faktoren gehören z. B. die Topografie, die Vegetationsbedeckung, der Versiegelungsgrad, die Landnutzung und die Vorfeuchte des Bodens. Viele dieser Faktoren sind zeitlich variabel. Auf diese Weise können vergleichbare Niederschläge, sogar im selben Gebiet, unterschiedlich starke Auswirkungen zeigen. Aufgrund der unterschiedlichen Strömungs- und Abwassercharakteristik ist zwischen Sturzfluten im Flachland und Sturzfluten im Hügelland/Mittelgebirge zu unterscheiden. Bei einer Sturzflut in einem Gebiet mit viel Gefälle treten sehr hohe Fließgeschwindigkeiten von Oberflächenwasser auf. Auch im Zusammenspiel mit plötzlich anwachsenden Bachläufen können schnell ansteigende, schwallartige Hochwasserwellen entstehen. Auf diese Art und Weise können auch Gegenden betroffen sein, in denen kein Niederschlagsereignis aufgetreten ist.
Im Flachland kann das Wasser hingegen nicht schnell abfließen, wenn die Aufnahmefähigkeit des Bodens überstiegen ist. Solche Überflutungsereignisse können aufgrund der umfangreichen Bodenversiegelung und der damit einhergehenden geringen Infiltrationsrate insbesondere in urbanen Gebieten große Schäden anrichten. Für urbane Sturzfluten ist die hydraulische Leistungsfähigkeit des Entwässerungssystems ein weiterer Einflussfaktor. In den meisten bestehenden Siedlungsgebieten wird der Verbleib von Niederschlagswasser auf befestigten Flächen durch Entwässerungselemente minimiert. Das Wasser wird dann gemeinsam oder getrennt mit dem Abwasser in die Kanalisation abgeleitet. Da die Kapazität der Kanalisation zwangsläufig begrenzt ist, kann es zu einem Schachtüberstau und damit dem Austreten von Niederschlags- und auch Schmutzwasser kommen. Eine Gefährdung stellen hierbei z. B. durch Laub verstopfte Straßenabläufe dar, welche auch bei noch nicht vollständig erreichter Auslastung der Kanalisation zu Oberflächenwasser führen können.

## Gefährdungspotenzial und Schäden

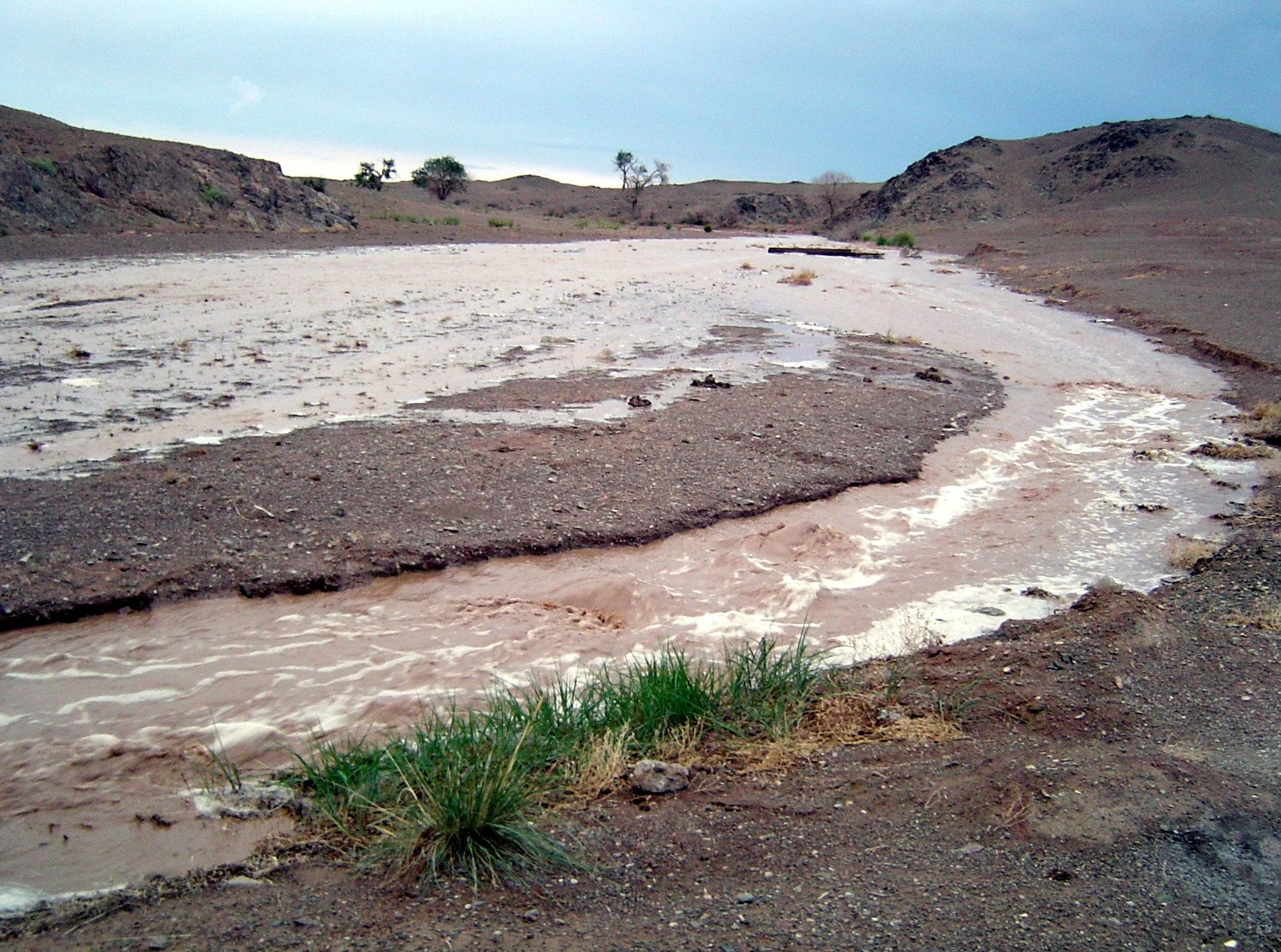
Sturzflut in der Wüste Gobi in der Mongolei

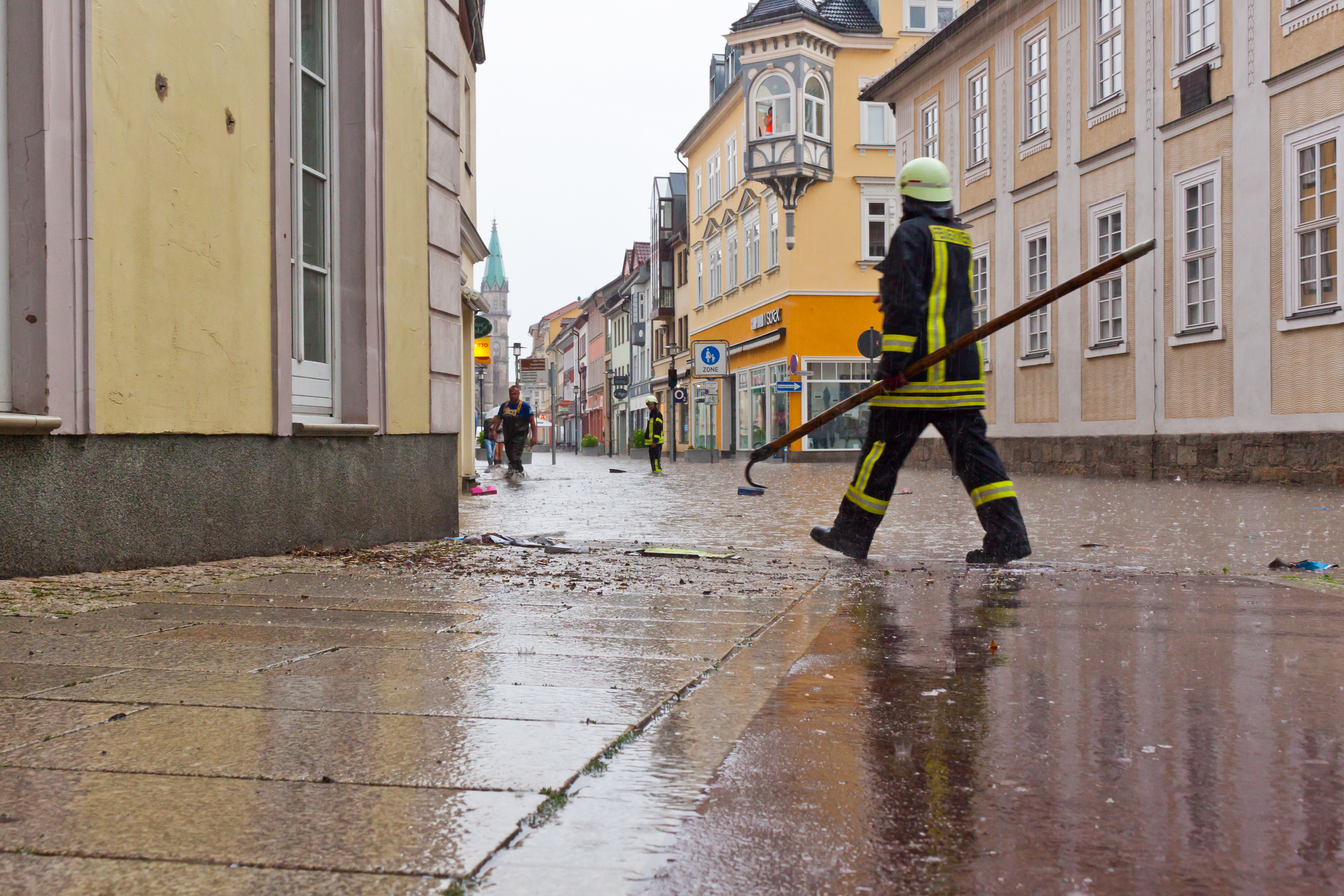
Starkregenereignis und Überschwemmungen am 9. Juni 2018 in Meiningen, Feuerwehreinsatz in der Georgstraße

In Folge einer Sturzflut kommt es in urbanen Gebieten zu überfluteten Straßen und Unterführungen. Die Wassermengen führen zu erheblichen Schäden an Gebäuden.
Oberflächenwasser kann auf verschiedenen Wegen in Gebäude eindringen und vollgelaufene Keller oder im extremeren Fall auch Wohnräume zur Folge haben. Zusätzlich kann es durch Kanalrückstau zum Eintreten von Abwasser kommen. Neben den hohen Wasserständen stellen auch die großen Fließgeschwindigkeiten und die daraus resultierende Wucht der Wassermassen eine Gefahr dar. So können auch schwere Objekte, wie z. B. Autos, mitgerissen werden. Des Weiteren besteht ein Risiko durch den Abtrag landwirtschaftlicher Flächen. In den Sommermonaten weisen Ackerböden teilweise einen noch geringen Bewuchs auf und sind daher besonders anfällig für Erosion.
Dies hat zum einen negative Folgen für die betroffenen Flächen, auf denen fruchtbarer Boden verloren geht und die Bodenfunktionen beeinträchtigt werden. Da das mitgeführte Bodenmaterial schlussendlich sedimentiert oder teilweise in Fließgewässer abgeführt wird, bestehen darüber hinaus durch enthaltene Nähr- und Schadstoffe Auswirkungen auf die Wasserqualität und weitere Ökosysteme. Zum anderen wird die unmittelbare Schadenswirkung für urbane Räume durch die Abschwemmung von landwirtschaftlichen Flächen und weiteres Treibgut erhöht. Als Folge können Brückendurchgänge und Durchlässe zeitweise verstopft werden. Der daraus resultierende Aufstau und die nachfolgende schlagartige Auflösung können die Bildung von Schwallwellen auslösen, welche über eine enorme Kraft und ein großes Schadenspotenzial verfügen.
Die finanziellen Schäden von starkregeninduzierten Überflutungen haben eine hohe Relevanz. Die Kosten der sich aus einem Überflutungsereignis ergebenden Flutschäden liegen typischerweise im vier- bis sechsstelligen Bereich.
Im Zeitraum von 2000 bis 2017 sind nach Aussage des Gesamtverbands der Deutschen Versicherungswirtschaft (GDV) durch starkregeninduzierte Sturzfluten Schäden an Wohngebäuden in der Höhe von 6,7 Milliarden Euro entstanden.

## Überflutungsmodellierung und -vorhersage
Zum gegenwärtigen Zeitpunkt (2024) gibt es kein flächendeckendes, hochaufgelöstes Sturzflut-Vorhersagesystem. Während der Deutsche Wetterdienst (DWD) deutschlandweit für die Warnung vor Starkregen zuständig ist, liegt die Bewertung der daraus resultierenden, lokalen Gefahren (z. B. Überflutungen) nicht in dem Verantwortungsbereich des Wetterdienstes. Die Zuständigkeit dafür liegt bei den Ländern und Gemeinden.
Städte und Gemeinden begegnen den Sturzflut-Gefahren seit einigen Jahren mit der Erstellung von Starkregenrisikokonzepten. Die Ermittlung der überflutungsgefährdeten Bereiche erfolgt in der Regel durch numerische Überflutungssimulationen für Bemessungsereignisse oder vergangene Regenereignisse. Das Überflutungsrisiko ergibt sich dann aus der Überlagerung der Überflutungsgefährdung mit dem Schadenspotenzial bzw. der Vulnerabilität der betroffenen Überflutungsflächen. Einige Städte und Gemeinden stellen die Ergebnisse der Überflutungssimulation (Überflutungstiefen und Fließgeschwindigkeiten) als Starkregeninformationskarten oder Starkregenrisikokarten der Bevölkerung zur Verfügung.
Die Überflutungskarten für Bemessungs- und vergangene Ereignisse können die Gefahren eines zukünftigen realen Sturzflutereignisses nur begrenzt wiedergeben. Neben den Unterschieden in der räumlichen Niederschlagsbelastung liegen zum Teil unterschiedliche Anfangsbedingungen (z. B. saisonal abhängige Interzeption, räumlich unterschiedliche Vorfeuchte, initialer Füllstand von Gräben und Kanälen) vor, die das Abflussgeschehen maßgeblich beeinflussen.
Im akuten Gefahrenfall ist die Niederschlagsvorhersage Grundlage für die Warnung vor einer möglichen Sturzflut. Vorhersagen von konvektiven Starkregenereignissen sind aufgrund ihrer Kleinräumigkeit und komplexen Dynamik mit großen Unsicherheiten behaftet. Räumlich genaue und quantitativ gute Vorhersagen werden meist nur für einen kurzen Vorhersagezeitraum von unter einer Stunde im Rahmen des radarbasierten Nowcastings erreicht. Für längere Vorhersagezeiträume müssen parallel zum Radar-Nowcast auch die Simulationen dynamischer Wettermodelle berücksichtigt werden. Eine Abschätzung der Unsicherheiten der Niederschlagsvorhersage kann durch die Erstellung von Vorhersage-Ensembles, einer repräsentativen Anzahl von unterschiedlichen möglichen Entwicklungen des Niederschlagsgeschehens, erzielt werden. Da die Niederschlagsmenge als Eingangsgröße für die Überflutungsmodellierung dient, können diese Unsicherheiten auch dazu genutzt werden, den Anteil der Niederschlagsunsicherheit an der Gesamtunsicherheit der Sturzflutvorhersage zu quantifizieren.
Aufgrund von mehrstündigen Rechendauern hochaufgelöster, numerischer Überflutungsmodelle für kleine bis mittelgroße Einzugsgebiete (1–20 km2) erfolgt ein operativer Einsatz dieser in einer akuten Gefahrensituation bislang kaum. Auch Rechenzeitoptimierungen und der Einsatz besonders leistungsstarker Rechner führen bislang nicht zu der erforderlichen Verkürzung der Berechnungsdauern.
Aus diesem Grund wird seit einigen Jahren an Ersatzmodellen geforscht, die sowohl räumlich hochauflösend als auch schnell genug sind, um das Fließgeschehen im Starkregenfall innerhalb der zur Verfügung stehenden Vorhersagefrist für Starkregen vorherzusagen. Der Einsatz Künstlicher Neuronaler Netze hat sich dabei als gebrauchstauglich erwiesen und wird durch eine Vielzahl von Forschungsgruppen weltweit erforscht.
Als Alternative zu räumlich hochaufgelösten Echtzeit-Überflutungskarten gibt es eine Vielzahl vereinfachter Ansätze, bei denen eine Niederschlagsmenge direkt einem Systemzustand (Überflutung / keine Überflutung) zugeordnet wird. Ein Beispiel dafür ist die Verwendung statistischer Niederschlagsschwellenwerte, ab denen eine Überflutung vorliegt oder die Verwendung eines räumlich aufgelösten Sturzflutindexes, der unter Umständen neben den Niederschlagsintensitäten weitere gebietsspezifische Einflussfaktoren berücksichtigt (vgl. Starkregenindex).

## Sturzfluten, Starkregen und Klimawandel
Nach dem sechsten Sachstandsbericht des Weltklimarates IPCC ist es „sehr wahrscheinlich“, dass in Folge des menschengemachten Klimawandels über den meisten Landmassen der Erde extreme Niederschlagsereignisse häufiger und stärker auftreten werden. Für Europa wird eine Zunahme und Intensivierung extremer Niederschläge für eine globale Erwärmung von 2 °C als „wahrscheinlich“ und über 2 °C als „sehr wahrscheinlich“ eingestuft.
Des Weiteren wird die Änderung der Stärke und Häufigkeit von Extremniederschlägen als Haupt-Proxy für Veränderungen bei der Häufigkeit des Auftretens starkregeninduzierter Sturzfluten hervorgestellt. Daraus wird, unter Hinweis auf eine bis zu diesem Zeitpunkt limitierte Menge an Studien zu diesem Thema und auf das Vorhandensein weiterer Sturzfluten beeinflussender Faktoren, eine der Zunahme der Häufigkeit und Intensität von Extremniederschlagsereignissen äquivalenten Entwicklung von Sturzfluten abgeleitet.
Mit der mit dem Klimawandel einhergehenden Erwärmung steigt grundsätzlich das Potenzial für extreme Niederschlagsereignisse als auslösende Faktoren für Sturzfluten. (Clausius-Clapeyron-Effekt)
Da es sich bei Starkregenereignissen meist um kleinräumige Ereignisse kurzer Dauer handelt, werden diese bei stationsbasierten Niederschlagsmessungen häufig nicht erfasst. Eine Verbesserung stellt hier die flächendeckende Niederschlagsmessung mit Niederschlagsradaren dar, die erst seit 2001 in Deutschland etabliert ist. Aus diesem Grund liegen noch keine ausreichend lange Zeitreihen für belastende Trendaussagen vor. Vorläufige Ergebnisse deuten jedoch insgesamt auf eine Zunahme der sommerlichen Starkregenniederschläge seit der Jahrtausendwende hin.
Dies deckt sich mit den Ergebnissen vieler Klimamodelle und Studien, die trotz bestehender Unsicherheiten in der Mehrheit für Deutschland eine Zunahme von Extremwetterlagen mit Starkregen und Sturzfluten prognostizieren.

## Vorsorge- und Anpassungsmaßnahmen
Da es keinen vollständigen Schutz vor Starkregen mit Sturzfluten geben kann, sind Vorsorge- und Anpassungsmaßnahmen darauf ausgerichtet, die Resilienz von Siedlungen mit ihrer Infrastruktur und Bebauung zu verbessern und somit die Schäden zu begrenzen. Die Maßnahmen reichen hierbei von einer verbesserten Risikokommunikation über eine wasserbewusste städtische Planung und konkrete technische Vorsorgemaßnahmen an Grundstücken bis hin zu einem verbesserten Katastrophenschutz. Sie sind damit unterschiedlichen Handlungsebenen zugeordnet und erfordern eine übergreifende Zusammenarbeit.
Als Informationsgrundlage und als Basis für das Starkregenmanagement in der kommunalen Planung können Starkregen- und Hochwassergefahrenkarten dienen, welche eine Bewertung des Überflutungsrisikos ermöglichen.

### Maßnahmen im öffentlichen Raum
Während bei der Planung neuer Siedlungen die Vorsorge vor Starkregen- und Sturzfluten von Beginn an mitgedacht werden kann, bestehen für die kommunale Bauleitplanung in der bestehenden Bebauung nur begrenzte Handlungsspielräume. Trotzdem können auch hier in der langfristigen Entwicklungsplanung Maßnahmen für eine überflutungsbewusste Umgestaltung ergriffen werden.
Da das Aufnahme- und Ableitungsvermögen der Kanalisation begrenzt ist und diese nicht für beliebig große Regenhöhen bemessen und erweitert werden kann, erfordert eine Vorsorge vor starkregeninduzierten Sturzfluten die Einbeziehung von Straßen, Freiräumen und Grünflächen als temporäre Speicher und Notwasserwege.
Ein wichtiges Stichwort in der klimaangepassten und wasserbewussten Stadtentwicklung ist das Prinzip der blau-grünen Infrastruktur, auch Schwammstadt genannt.
Grundidee ist der Erhalt bzw. die Wiederherstellung eines möglichst naturnahen Wasserhaushalts durch die Stärkung der Wasserhaushaltsgrößen Verdunstung und Versickerung.
Maßnahmen sind beispielsweise die Entsiegelung von Flächen, das Schaffen von Grünflächen und offenen Wasserflächen sowie Dach- und Fassadenbegrünungen.
Blau-grüne Infrastruktur dient hierbei neben der Überflutungsvorsorge auch dem allgemeinen Ziel der Klimaanpassung, indem Synergieeffekte genutzt werden, die eine allgemeine Widerstandsfähigkeit gegen Extremwetterereignisse, wie z. B. auch Hitzewellen, fördern und die allgemeine Lebensqualität verbessern.
Ergänzende graue Elemente, z. B. der Bau eines Regenrückhaltebeckens, zielen hingegen auf spezifische Anforderungen ab und können einen weiteren Baustein in der städteplanerischen Sturzflutvorsorge darstellen.

## Historische Beispiele
- Hochwasser in Henan 2021
- Hochwasser in West- und Mitteleuropa 2021
- Sturzfluten in Europa im Frühjahr 2016
- Überschwemmungen in den Pyrenäen 2013
- Sturzflut im australischen Toowoomba, Bundesstaat Queensland, Anfang 2011
- Sturzflut in der südthailändischen Provinz Trang 2007
- Flutkatastrophe von Boscastle 2004
- Weißeritzflut 2002
- Oderhochwasser 1997[21]
- Sturzflut im Antelope Canyon 1997
- Canyon-Lake-Dammbruch 1972
- Talsperrenbruch bei Fischbeck beim Unwetter vom 19. Juli 1966
- Heinrichsflut in Südniedersachsen, Nordrhein-Westfalen und Nordhessen am 16. Juli 1965
- Hochwasserkatastrophe in Südniedersachsen beim Unwetter vom 27./28. August 1955
- Tangiwai-Eisenbahnunglück 1953

## Metaphorischer Gebrauch des Begriffs
Das Lexem wird historisch seit langem immer wieder in übertragenem Sinne verwendet. So diente es etwa als Metapher dazu, die Vielzahl an Anglizismen im deutschen Alltagssprachgebrauch zu kritisieren.

## Belege
1. 1 2 3 4 5 6 7   Die unterschätzten Risiken „Starkregen“ und „Sturzfluten“ Ein Handbuch für Bürger und Kommunen, Bundesamt für Bevölkerungsschutz und Katastrophenhilfe (BBK), 1. Auflage, Stand: Dezember 2015
2. 1 2 3   Modellierung pluvialer Sturzfluten - Anforderungen und Sensitivitäten der 2D-hydraulischen Modellierung; Andreas Huber, Simon Lumassegger, Bernhard Kohl, Yvonne Spira, Felix Weingraber, Stefan Achleitner; Österr Wasser- und Abfallw 2021; online publiziert am 15. März 2021.
3. 1 2   https://www.lfu.bayern.de/wasser/starkregen_und_sturzfluten/index.htm.
4. ↑   Guy P. Brasseur, Daniela Jacob, Susanne Schuck-Zöller: Klimawandel in Deutschland: Entwicklung, Folgen, Risiken und Perspektiven, 2. Auflage, Berlin 2023, doi:10.1007/978-3-662-66696-8 (abgerufen am 21. April 2024).
5. ↑   ESKP Wissensplattform Erde und Umwelt der Helmholtz-Gemeinschaft. Abgerufen am 28. Februar 2024.
6. 1 2 3 4 5 6 7 8   Starkregen und urbane Sturzfluten - Agenda 2030, Hintergründe - Risiken - Handlungserfordernisse; Auftraggeber: Bundesverband Deutscher Baustoff-Hachhandel e. V.; Auftragnehmer: Univ.-Prof.Dr.-Ing. Theo G. Schmitt; Kaiserslautern, Februar 2022
7. 1 2   Notwendigkeit und Realisierung von Erosionssimulationen auf Grundlage von Starkregenereignissen; Rebecca Hinsberger und Alpaslan Yörük (Saarbrücken); veröffentlicht in Korrespondenz Wasserwirtschaft 11|23, Deutsche Vereinigung für Wasserwirtschaft, Abwasser und Abfall (DWA)
8. 1 2 3   Zu viel | Zu wenig, Extreme meistern | Extremen begegnen - Folgen für die Wasserwirtschaft, KLIWA (Klimaveränderung und Wasserwirtschaft), Stand September 2022
9. ↑   Naturgefahrenreport 2020: Die Schadenchronik der deutschen Versicherer, Gesamtverband der Deutschen Versicherungswirtschaft e. V. (GDV), Stand: 2021
10. ↑  https://www.bmwsb.bund.de/SharedDocs/faqs/Webs/BMWSB/DE/raumordnung/hochwasserschutz/hochwasserschutz-faqs.html
11. ↑   Handlungsempfehlungen zur Erstellung von Starkregengefahrenkarten im Saarland, Marc Illgen, 2019, : https://www.saarland.de/SharedDocs/
12. ↑   13.) Axel Bronstert, Andreas Hänsler, Maik Heistermann, Alrun Jasper-Tönnies, Tanja Winterrath, Janek Zimmer (2025): Nutzung von Niederschlagsradar-Informationen zur Hochwasseranalyse: Möglichkeiten und Grenzen. Eine Zusammenfassung der Nutzung von Niederschlagsradar-Informationen in den Forschungsprojekten Inno_MAUS, AVOSS und ZwillE der BMBF-Fördermaßnahme Wasser-Extremereignisse (WaX) mit einer Einführung vom DWD. PDF
13. ↑   Recent Advances in Real-Time Pluvial Flash Flood Forecasting, Andre D. L. Zanchetta, paulin Coulibaly, 2020, https://doi.org/10.3390/w12020570
14. ↑   Deep learning methods for flood mapping: a review of existing applications and future research directions, "Hydrology and Earth System Sciences, Vol 26, Pp 4345-4378 (2022)", "R. Bentivoglio and E. Isufi and S. N. Jonkman and R. Taormina", https://hess.copernicus.org/articles/26/4345/2022/hess-26-4345-2022.pdf
15. ↑  Rainfall Threshold for Flash Flood Warning Based on Model Output of Soil Moisture: Case Study Wernersbach, Germany, Thanh Thi Luong, Judith Pösch, Rico Kronenberg, Christian Bernhofer, Department of Hydro Sciences, Institute of Hydrology and Meteorology, Technische Universität Dresden, 01069 Dresden, Germany, Water 2021, 13(8), 1061; https://doi.org/10.3390/w13081061
16. ↑   Konzeption, Ermittlung und Anwendungsmöglichkeiten des Sturzflutindexes (SFI); Krumm, J.1, Haag, I.1, Leistert, H.2, Hänsler, A.2, Steinbrich, A.2 Schmit, M.2, Weiler, M.2
17. ↑   6. Sachstandsbericht des Weltklimarats IPCC, Arbeitsgruppe 1 (The Physical Science Basis), Kapitel 11.4 (Weather an Climate Extreme Events in a Changing Climate, Heavy Precipitation)
18. ↑   Maßnahmen und Hindernisse beim Starkregenmanagement - Städtischer Entsorgungsbetrieb Korschenbroich auf dem Weg zur Klimaresilienz; Thomas Kochs, Yvonne Türks (Städtsicher Entsorgungsbetrieb Korschenbroich); veröffentlicht in Korrespondenz Wasserwirtschaft 1|24, Deutsche Vereinigung für Wasserwirtschaft, Abwasser und Abfall (DWA)
19. 1 2 3   Infokarten: Planungshilfe für eine klimaangepasste Stadtentwicklung; Martina Winker (Frankfurt), Jeremy Anterola (Hamburg), Andreas Matzinger (Berlin) und Jan Hendrik Trapp (Berlin); veröffentlicht in Korrespondenz Wasserwirtschaft 2|23, Deutsche Vereinigung für Wasserwirtschaft, Abwasser und Abfall (DWA)
20. ↑   Die Stadt der Zukunft ist grün und blau - Aktuelle Entwicklungen zur Schwammstadt in der Schweiz; Tobias Baur, Monika Schirmer-Abegg, Thies Brunken, David Risi, Lukas Weibel; veröffentlicht in Korrespondenz Wasserwirtschaft 11|23, Deutsche Vereinigung für Wasserwirtschaft, Abwasser und Abfall (DWA)
21. ↑  Goldberg, V.; Bernhofer, Ch.: The flash flood event in the catchment of the river Weisseritz (eastern Erzgebirge, Saxony) from 12.-14. August 2002 - meteorological and hydrological reasons, damage assessment and disaster management. Hrsg.: EGS - AGU - EUG Joint Assembly. April 2003.
22. ↑  Metasprachdiskurse: Einstellungen zu Anglizismen und ihre wissenschaftliche ... - Seite 198 von Jürgen Spitzmüller - 2005